# Sarah Watt
Sarah Watt (ur. 30 sierpnia 1958 w Sydney, zm. 4 listopada 2011 w Melbourne) – australijska reżyserka i scenarzystka filmowa.
Ukończyła Swinburne University of Technology. W 1995 wyreżyserowała film krótkometrażowy Small Treasures, który został nagrodzony na 52. MFF w Wenecji.
W 2001 otrzymała australijski Centenary Medal za „wkład w rozwój filmu australijskiego”. W 2005 otrzymała nagrodę Australijskiego Instytutu Filmowego za najlepszą reżyserię i scenariusz za film Z drugiej strony (Look Both Ways). Jej drugi film pełnometrażowy, My Year Without Sex, wszedł do kin w 2009.
Zmarła na raka piersi i szpiku, po sześciu latach walki z nowotworem. Była żoną aktora Williama McInnesa, z którym miała dwoje dzieci - Clema i Stellę.